# Contea di Warrumbungle
La contea di Warrumbungle è una Local Government Area che si trova nel Nuovo Galles del Sud. Essa si estende su una superficie di 12.380 chilometri quadrati e ha una popolazione di 10.330 abitanti. La sede del consiglio si trova a Coonabarabran.